# Stenobermuda mergens
Stenobermuda mergens är en kräftdjursart som beskrevs av Lazar Botosaneanu och Thomas M. Iliffe 1999. Stenobermuda mergens ingår i släktet Stenobermuda och familjen Stenetriidae. Inga underarter finns listade i Catalogue of Life.